# Magdalena Grzebałkowska

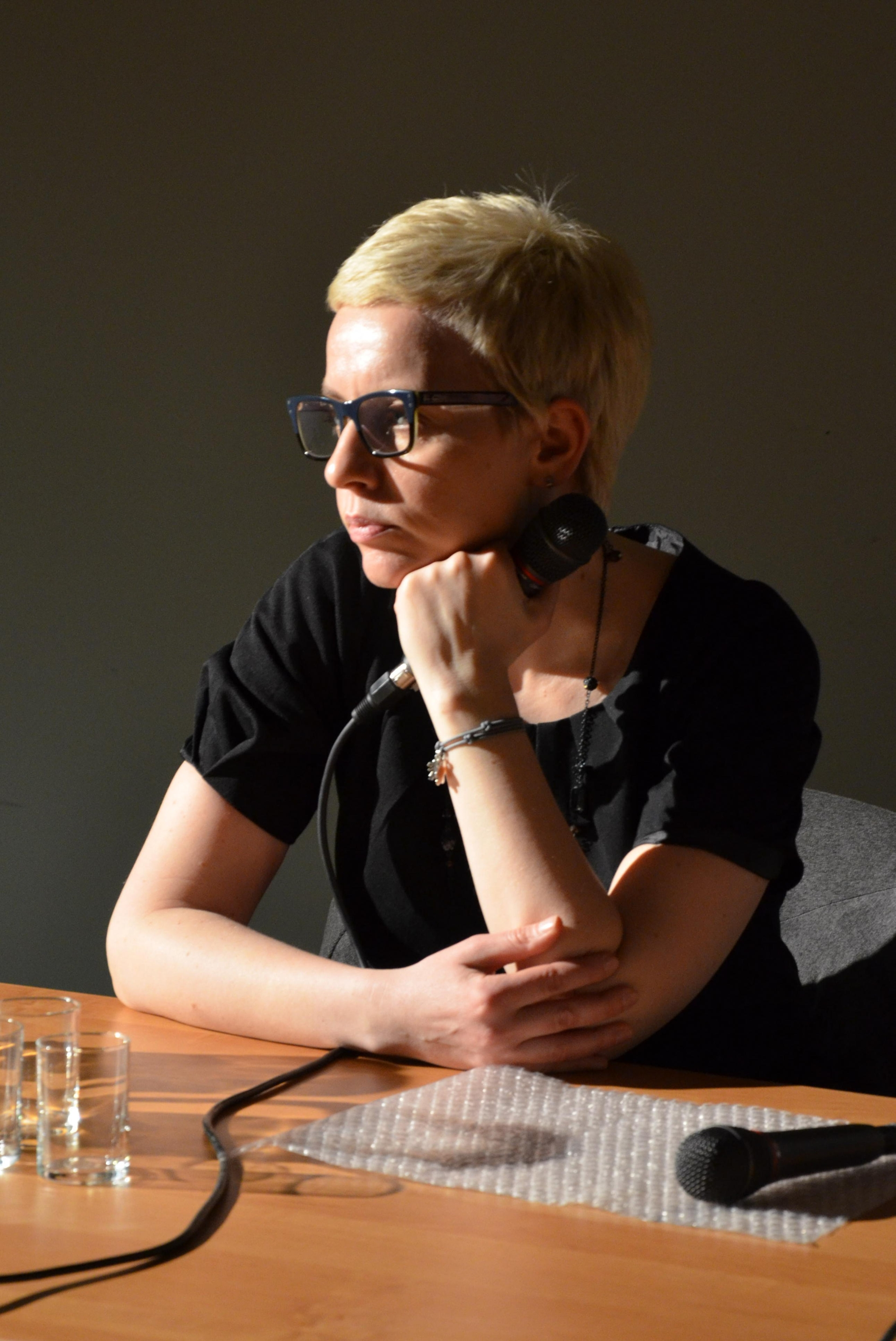
Magdalena Grzebałkowska

Magdalena Grzebałkowska (* 1972) ist eine polnische Journalistin und Autorin.

## Leben
Grzebałkowska absolvierte ein Studium der Geschichtswissenschaft an der Universität Danzig. Seit 1998 arbeitet sie als Reporterin für die Gazeta Wyborcza.
Sie wohnt in Sopot.

## Publikationen
- Ksiądz Paradoks. Biografia Jana Twardowskiego, 2011
- Beksińscy. Portret podwójny, 2014
- 1945. Wojna i pokój, 2015
- Komeda. Osobiste życie jazzu, 2018

## Drehbücher
- Siłaczka, 2002, mit Maria Zmarz-Koczanowicz

## Nominierungen
- 2016: Publikumspreis des Nike-Literaturpreises für 1945. Wojna i pokój